# Шагаву
Шагаву (также монгуна; англ. shagawu, monguna, shagau, nafunfia, maleni) — идиом западночадской ветви чадской семьи, распространённый в центральной Нигерии в западной части штата Плато.
Может рассматриваться как самостоятельный язык, так и как диалект языка рон.
В классификациях афразийских языков британского лингвиста Роджера Бленча (Roger Blench), в классификации, опубликованной в работе С. А. Бурлак и С. А. Старостина «Сравнительно-историческое языкознание», и в перечне языков рон в статье В. Я. Порхомовского «Рон языки», опубликованной в лингвистическом энциклопедическом словаре, шагаву выделяется как отдельный язык.
В классификации, представленной в справочнике языков мира Ethnologue, шагаву (монгуна) рассматривается как диалект языка рон. Кроме языка шагаву к диалектам языка рон могут также относить языки даффо-бутура, бокос и нафунфья.
Язык или диалект нафунфья, включённый в состав группы рон в классификации, представленной в работе «Сравнительно-историческое языкознание» (С. А. Бурлак, С. А. Старостин), вероятно, является диалектом языка шагаву или одним из вариантов его названий.
Численность носителей языка (или диалекта) шагаву составляет около 20 000 человек.
Вместе с языками даффо-бутура, бокос, ша, кулере, карфа, мундат, фьер и тамбас язык шагаву в большинстве классификаций чадских языков включается в состав группы языков рон.
В классификации, представленной в справочнике Ethnologue, язык рон, в качестве диалекта которого рассматривается шагаву (монгуна), включён в число языков собственно рон подгруппы А4 группы А западночадской ветви.
Ареал идиома шагаву (монгуна) размещён в западной части области распространения языков (или диалектов) рон, к востоку от него размещён ареал идиома даффо-бутура, а к востоку от даффо-бутура — ареал идиома бокос.